# Joe Wright
Joseph Wright (London; 1972. augusztus 25.–) kétszeres BAFTA-díjas angol filmrendező.
Filmes rendezései közé tartozik a Büszkeség és balítélet (2005), a Vágy és vezeklés (2007), az Anna Karenina (2012) és a Nő az ablakban (2021) című könyvadaptáció, továbbá a Hanna – Gyilkos természet (2011) című akcióthriller, a Pán (2015) című fantasyfilm és A legsötétebb óra (2017) című történelmi dráma.

## Élete és pályafutása

### Nagyjátékfilmes rendezőként
2005-ben debütált első nagyjátékfilmjével, a Keira Knightley és Matthew Macfadyen főszereplésével készült Büszkeség és balítélettel. A filmadaptáció kivívta a kritikusok elismerését, négy kategóriában Oscar-, és hat kategóriában BAFTA-jelöléseket szerzett. Wright a legjobb debütálásnak járó BAFTA-díjat vehette át.
Következő rendezése ismét egy regény feldolgozása volt: Ian McEwan Vágy és vezeklés című regénye alapján készítette el azonos című filmjét. Keira Knightley ebben a romantikus drámában is főszerepet játszott, James McAvoy és Saoirse Ronan oldalán. Wright második filmjét hét-hét Oscar- és Golden Globe-díj-ra jelölték, a rendező a legjobb rendezőnek járó Golden Globe- és BAFTA-díjra lett esélyes, de egyiket sem nyerte meg (a filmet egyébként összesen tizennégy kategóriában jelölték BAFTA-díjra).
2009-ben jelent meg A szólista című életrajzi drámája, Jamie Foxx és Robert Downey Jr. főszereplésével. A film Nathaniel Ayers zenészről szól, aki mentális betegsége miatt került utcára. Korábbi rendezéseitől eltérően a kritikusokat megosztotta a film, amely nem kapott jelöléseket fontosabb filmes díjakra.
2011-ben bemutatott Hanna – Gyilkos természet címá akcióthrillerének főszereplője ismét Saoirse Ronan lett. A címszereplő egy tizenöt éves lány, akit apja (Eric Bana) a születése óta bérgyilkosnak nevel. A film összességében pozitív kritikákat kapott.

## Magánélete
2007-ben eljegyezte Rosamund Pike színésznőt, de a következő évben lemondták az esküvőt.
2010 és 2019 között Anoushka Shankar, Ravi Shankar lánya volt a felesége. Két gyermekük született, Zubin és Mohan. 2019-ben mondták ki válásukat, a bírósági végzés szerint Wright házasságtörést követett el.
2018-tól Haley Bennett színésznő partnere. Kislányuk, Virginia Willow 2018. december 27-én született meg.

## Rendezői filmográfia

### Film
| Év   | Magyar cím                | Eredeti cím             | Megjegyzések    |
| ---- | ------------------------- | ----------------------- | --------------- |
| 1997 |                           | Crocodile Snap          | rövidfilm       |
| 1998 |                           | The End                 | rövidfilm       |
| 2005 | Büszkeség és balítélet    | Pride & Prejudice       |                 |
| 2007 | Vágy és vezeklés          | Atonement               |                 |
| 2009 | A szólista                | The Soloist             |                 |
| 2011 | Hanna – Gyilkos természet | Hanna                   | forgatókönyvíró |
| 2012 | Anna Karenina             | Anna Karenina           |                 |
| 2015 | Pán                       | Pan                     |                 |
| 2017 | A legsötétebb óra         | Darkest Hour            |                 |
| 2021 | Nő az ablakban            | The Woman in the Window |                 |

### Televízió
| Év   | Magyar cím                    | Eredeti cím                           | Megjegyzések           |
| ---- | ----------------------------- | ------------------------------------- | ---------------------- |
| 2000 |                               | Nature Boy                            | minisorozat (4 epizód) |
| 2001 |                               | Bob & Rose                            | 4 epizód               |
| 2002 |                               | Bodily Harm                           | minisorozat            |
| 2003 | II. Károly: Erő és szenvedély | Charles II: The Power and the Passion | minisorozat (4 epizód) |
| 2016 | Fekete tükör                  | Black Mirror                          | 1 epizód (Szabadesés)  |

## Gyakori együttműködései más filmesekkel

### Színészek
|                   | Büszkeség és balítélet (2005) | Vágy és vezeklés (2007) | A szólista (2009) | Hanna (2011) | Anna Karenina (2012) | Pán (2015) | A legsötétebb óra (2017) | Nő az ablakban (2020) |
| ----------------- | ----------------------------- | ----------------------- | ----------------- | ------------ | -------------------- | ---------- | ------------------------ | --------------------- |
| Nonso Anozie      |                               | Igen                    |                   |              |                      | Igen       |                          |                       |
| Brenda Blethyn    | Igen                          | Igen                    |                   |              |                      |            |                          |                       |
| Michelle Dockery  |                               |                         |                   | Igen         | Igen                 |            |                          |                       |
| Tom Hollander     | Igen                          |                         | Igen              | Igen         |                      |            |                          |                       |
| Keira Knightley   | Igen                          | Igen                    |                   |              | Igen                 |            |                          |                       |
| Matthew Macfadyen | Igen                          |                         |                   |              | Igen                 |            |                          |                       |
| Jena Malone       | Igen                          |                         | Igen              |              |                      |            |                          |                       |
| Gary Oldman       |                               |                         |                   |              |                      |            | Igen                     | Igen                  |
| Saoirse Ronan     |                               | Igen                    |                   | Igen         |                      |            |                          |                       |
| Peter Wight       | Igen                          | Igen                    |                   |              |                      |            |                          |                       |
| Olivia Williams   |                               |                         |                   | Igen         | Igen                 |            |                          |                       |

### Stáb
|                   | Büszkeség és balítélet (2005) | Vágy és vezeklés (2007) | A szólista (2009) | Hanna (2011) | Anna Karenina (2012) | Pán (2015) | A legsötétebb óra (2017) | Nő az ablakban (2020) |
| ----------------- | ----------------------------- | ----------------------- | ----------------- | ------------ | -------------------- | ---------- | ------------------------ | --------------------- |
| Valerio Bonelli   |                               |                         |                   |              |                      |            | Igen                     | Igen                  |
| Bruno Delbonnel   |                               |                         |                   |              |                      |            | Igen                     | Igen                  |
| Jacqueline Durran | Igen                          | Igen                    | Igen              |              | Igen                 | Igen       | Igen                     |                       |
| Sarah Greenwood   | Igen                          | Igen                    | Igen              | Igen         | Igen                 |            | Igen                     |                       |
| Dario Marianelli  | Igen                          | Igen                    | Igen              |              | Igen                 |            | Igen                     |                       |
| Seamus McGarvey   |                               | Igen                    | Igen              |              | Igen                 | Igen       |                          |                       |
| Thomas Napper     | Igen                          | Igen                    | Igen              |              | Igen                 | Igen       | Igen                     |                       |
| Katie Spencer     | Igen                          | Igen                    |                   | Igen         | Igen                 |            | Igen                     |                       |
| Paul Tothill      | Igen                          | Igen                    | Igen              | Igen         |                      | Igen       |                          |                       |

## Fordítás
- Ez a szócikk részben vagy egészben  a   Joe Wright című angol Wikipédia-szócikk fordításán alapul.  Az eredeti cikk szerkesztőit annak laptörténete sorolja fel. Ez a jelzés csupán a megfogalmazás eredetét és a szerzői jogokat jelzi, nem szolgál a cikkben szereplő információk forrásmegjelöléseként.